# 科羅拉多落磯
科羅拉多洛磯隊（英語：Colorado Rockies）是一支位於科羅拉多州丹佛的美國職棒大聯盟球隊，隸屬國家聯盟西區。
洛磯於1991年進行籌建，並在1993年正式成軍進行比賽，主場為庫爾斯球場（Coors Field）。隊名是取自於環繞於丹佛四周的洛磯山脈。
在2007年獲得隊史第一次的國家聯盟冠軍，但是在世界大賽遭到波士頓紅襪四連敗橫掃出局。

## 歷史

### 創立
科羅拉多落磯成軍於1993年，主場位在科羅拉多州的丹佛市，隊名是取自於環繞於丹佛四周的洛磯山脈。丹佛市的高度距海平面剛好1英哩，空氣較為稀薄，打者擊出去的球因空氣阻力變小而能夠飛得更高更遠，所以在這裡常被稱為是『打者天堂（投手墳場）』。
1993年4月5日落磯與紐約大都會進行隊史第一場比賽，球隊以0：3落敗。三天後的4月9日是隊史在主場哩高球場（Mile High Stadium）的首場比賽，面對來訪的蒙特婁博覽會以11：4贏球，這場球賽吸引了80,227 位球迷觀戰，打破了大聯盟單場觀眾人數的記錄。由於丹佛市民在經過多年的努力後才爭取到大聯盟的加盟權，所以對球隊十分地熱情支持，在第53場主場球賽即突破三百萬觀眾人次，也打破1992年多倫多藍鳥所創下最快突破三百萬人次場數（61場）的記錄，第一年的觀眾總人數為4,483,350，創下了大聯盟的記錄。但因為是新成軍的第一年，戰績僅67勝95敗，一壘手葛瑞拉加以.370打擊率贏得聯盟打擊王，他也是第一位委內瑞拉球員獲得打擊王的頭銜。
到了1994年，球迷的熱情依舊未減，在第52場主場球賽便有超過三百萬觀眾入場觀賽，打破前一年的記錄，但由於球員罷工而以53勝64敗提前結束球季。
1995年，主場遷至新落成的庫爾斯球場（Coors Field， Coors是美國著名的啤酒品牌），這個球場可以容納五萬多名觀眾。同年6月25日，葛瑞拉加連續三局擊出全壘打，是聯盟史上第四人。內野手卡斯提拉入選明星賽，成為隊史第一個在明星賽先發的球員。球季結束後，落磯隊以外卡資格首度晉級到季後賽，但在1995年國家聯盟分區賽被亞特蘭大勇士擊退。總教練唐·貝勒由於三年內便帶領新球隊打入季後賽，因而獲頒國聯年度最佳總教練。

### 1996年－2000年
1996年，外野手柏克斯在9月12日成為隊史第一位達到30-30俱樂部記錄（30次盜壘，30支全壘打）的球員。隔天，另一位外野手畢切特也達到此一記錄，落磯成為聯盟史上第二支單季有兩位球員達到30-30記錄的球隊（另一支為1987年的大都會隊）。到了9月28日，柏克斯再度以盜壘成功使落磯隊成為第一支單季有200次盜壘及200支全壘打的球隊，同時球季結束後，全隊打擊率.287也高居國聯第一。1997年球季表現最傑出的球員為外野手渥克，他不但贏得隊史第一個金手套獎，同時以.366打擊率、.720長打率、49支全壘打獲得美國職棒大聯盟最有價值球員獎。庫爾斯球場則在1998年主辦全明星賽，美聯以13：8擊敗國聯，也創下明星賽得分最高紀錄。這幾年由於勝率未達五成，球團在1998年球季結束後將總教練唐·貝勒解聘，並請來前一年的世界冠軍佛羅里達馬林魚隊總教練吉姆·李蘭，期望他能帶領球隊更上一層樓。但1999年戰績卻只有72勝90敗，李蘭在球季後辭去總教練，由Dan O'Dowd接替。1999年10月，球團宣布與台灣投手曹錦輝簽約，是落磯球團中第一個遠東區的球員。
經過1999年季後的大換血，2000年球季開幕戰時陣中僅有六名球員是1999年開幕戰的球員，不過季賽戰績回到五成以上（82勝80敗），一壘手陶德·希爾頓在這年打出.372打擊率與147分打點都是國聯最佳。2001年則有兩位投手表現出色，投手麥克·漢普頓是隊史第一位入選明星賽的投手，另一位是菜鳥投手傑森·簡寧斯，他在大聯盟的處女秀即完封大都會，同時自己擊出1支全壘打，是大聯盟史上第一人，他同時在隔年以16勝的戰績打破隊史上菜鳥投手的記錄，並被選為國聯年度最佳新人。落磯隊在這兩年戰績均為73勝89敗，無法在群雄並起的國聯西區出頭。

### 2007年
2007年，在球季後段戰績急起直追，在球季最後一場比賽後和聖地牙哥教士以89勝73敗的戰績並列外卡第一，因而需要加賽第163場比賽決定哪隊能夠晉級外卡。落磯與教士分別派出喬許·佛格和傑克·皮維（Jake Peavy）先發，但兩人表現都不盡理想，讓兩隊在正規九局以6：6打成平手進入延長加賽。雖然在延長13局上被史考特·海爾斯頓擊出兩分全壘打讓教士取得8分領先，但落磯在13局下以兩支二壘安打及一支三壘安打棒打教士終結者崔佛·霍夫曼將分數追平，最後靠著傑米·開羅的再見高飛犧牲打以9：8擊敗教士，順利取得外卡資格進入季後賽。在國家聯盟分區賽以直落三橫掃費城費城人及國家聯盟冠軍賽直落四橫掃亞利桑那響尾蛇，落磯以七戰全勝紀錄拿下隊史第一個國家聯盟冠軍，並進入世界大賽。在2007年世界大賽遇到波士頓紅襪，第三、四戰也是首次在庫爾斯球場舉行世界大賽，但落磯卻不敵紅襪慘遭直落四橫掃。

### 2009年
2009年，落磯的開季相當糟糕，在五月下旬時只拿到19勝28敗，總教練克林特·赫多因此於5月29日遭到開除，改由板凳教練吉姆·崔西代替。總教練換人後的落磯隊在六月份打出了21勝7敗的優秀成績，創造了隊史單月勝場數紀錄（比原紀錄的2007年9月還多一勝），也讓落磯從原本不到五成勝率爬升到41勝36敗，六月份得到了151分也領先全聯盟。右外野手布拉德·霍普與先發投手傑森·馬奎斯代表落磯隊入選了2009年美國職棒大聯盟全明星賽。
8月10日，明星游擊手特洛伊·托洛維斯基打出了隊史第5次的完全打擊，他也在2007年4月29日對上勇士的比賽中演出獨力三殺守備，成為聯盟史上惟二達成兩項紀錄的球員。
8月24日，在主場對上舊金山巨人的比賽，兩隊在正規九局以1：1戰成平手進入延長賽，14局上半巨人隊首先得到3分，但落磯下半局先以3個保送及一支安打追回1分，在滿壘時萊恩·史匹爾柏擊出了隊史首發再見滿貫全壘打，這發滿貫砲同時也是史匹爾柏生涯第二支滿貫全壘打和第一支再見全壘打，最終落磯以6：4擊敗巨人獲勝。
10月1日，直落三橫掃了釀酒人後，落磯拿到了第91勝，刷新2007年所創造的90勝隊史紀錄，也意味著落磯隊能夠在三年內第二度晉級季後賽。最後三場比賽將要面對洛杉磯道奇隊，力拼隊史第一座國聯冠軍與創造隊史勝場紀錄，而落磯在今年對戰道奇只贏了一個系列賽，但連續輸了五個系列賽。雖然拿到了系列賽首戰勝利獲得第92勝，但接下來兩場皆墨，將國西冠軍拱手讓給道奇隊，只能以外卡資格晉級季後賽。
落磯在國聯分區系列賽遇到費城費城人，第一場比賽落磯派出烏瓦爾多·希門尼斯，對手是克里夫·李，但落磯只打出了零星的幾支安打，無法對李造成傷害，最後以1：5輸掉比賽。第二場比賽由亞倫·庫克對上科爾·漢梅爾斯，落磯以5：4獲勝，將系列賽扳成一比一平手。第三場比賽由傑森·哈梅爾對上J·A·哈普，雙方打線互有來往，也讓兩邊先發都早早被換下，但9局上費城人趁著終結者休斯頓·史崔特不穩獲得了超前分，9局下落磯無法突破費城人隊終結者布萊德·李吉的封鎖，落磯就以5：6輸掉了比賽，系列賽以1勝2負落後。第四場比賽兩邊再度派出希門尼斯和李先發，兩方投手都發揮了強大的壓制力，直到8局下落磯趁著李體力下滑、內野失誤和接手的萊恩·麥德森不穩，拿到了3分超前分，將比數拉到4：2領先。9局上落磯換上終結者史崔特，卻在兩出局後因為一個保送、兩支安打失掉3分，落磯反倒變成4：5落後。9局下落磯依然無法突破李吉的封鎖，雖然李吉在這兩場表現也不穩，但落磯卻無法把握，最後以1勝3負輸掉了國聯分區系列賽，球季結束。

### 2010年
在4月17日，先發投手烏瓦爾多·希門尼斯在客場面對亞特蘭大勇士投出了落磯隊史第一場無安打比賽，也是他生涯第一場無安打比賽。這場比賽他總共投了128球，投出7次三振和送出6次保送，最後率領落磯以4：0打敗勇士。
希門尼斯在本年度獲得了四月的美國職棒大聯盟單月表現最佳投手，他是落磯隊史第二位獲得這個獎項的投手。他在四月先發出賽5場，取得了五連勝和0.79防禦率，其間締造了隊史先發投手的無失分紀錄，從4月17日的無安打比賽起，直到5月3日對教士隊的比賽中在第4局丟掉分數為止，中間25.1局沒有失掉任何分數。希門尼斯也獲得了五月的美國職棒大聯盟單月表現最佳投手，是落磯隊史第一位得獎的投手，五月的成績為5勝1敗和0.78防禦率，並且從5月15日對上華盛頓國民那場比賽的第7局起，一路到6月6日對上響尾蛇的比賽第7局為止，中間總共33.0局沒有失掉任何分數，再次打破了自己和隊史的投手無失分紀錄。
希門尼斯在四、五月的好表現也讓他與游擊手特洛伊·托洛維斯基一同入選了2010年美國職棒大聯盟全明星賽，他在賽季的前12場先發贏得了11勝，防禦率只有0.93，明星賽前的18場先發拿下了15勝1敗防禦率2.20的好成績，但明星賽後只拿下4勝7敗，最終整季結算19勝8敗防禦率2.88。
4月21日，球隊總裁麥格瑞格（Keli McGregor）被發現猝死在猶他州鹽湖城的大美國飯店（Grand America Hotel）內，享年48歲，落磯也在9月28日舉行紀念儀式。
7月30日，在主場與芝加哥小熊隊的比賽中，落磯在8局下單局以13支安打攻下12分，包括5支一壘安打、5支二壘安打、1支三壘安打和2支全壘打打滿兩輪，創下了隊史單局最高得分紀錄，最後以17：2獲勝。

### 2011年 - 2016年
2011年，開始落磯經常打出虎頭蛇尾的球季，四月打出了17勝8敗的好成績後，五月卻只打出了8勝21敗的成績，之後便一蹶不振直到季末。在季中更將今年投得掙扎的先發投手烏瓦爾多·希門尼斯交易到克里夫蘭印地安人隊。
2012年季初，簽下的先發投手傑米·莫耶在4月18日對上教士隊的比賽中獲得勝投，以49歲又150天的年齡成為大聯盟最老年齡獲得勝投的紀錄。由於落磯隊這季只打出了64勝98敗的戰績，季後總教練吉姆·崔西辭去職務，改由沃特·魏斯接任。
2013年，落磯有個13勝4敗的好開季，並且直到六月底都維持在五成勝率上下，但七月開始又連續打出勝少敗多的成績。季中麥克·卡戴爾更在5月28日到6月30日間締造了連續27場安打的隊史紀錄。九月中旬落磯「山神」陶德·希爾頓宣布將在這個球季結束後退休，9月25日他在庫爾斯球場進行了最後一場主場賽事，但落磯以5：15輸給紅襪。
2014年，落磯在季初有著22勝14敗的好開始，卻在季中像前幾年一樣又開始輸球。諾蘭·阿里納多在4月9日到5月8日間達成了連續28場安打，刷新了去年麥克·卡戴爾剛締造的隊史紀錄。8月17日，落磯正式退休了陶德·希爾頓的17號背號。
2015年，落磯依然無法打出好成績，在季中將球隊明星特洛伊·托洛維斯基與拉特洛伊·哈金斯交易到多倫多藍鳥隊換回游擊手荷西·雷耶斯與三名小聯盟球員。
2016年4月4日，菜鳥游擊手崔佛·史托瑞在開幕戰對上亞利桑那響尾蛇當日，在他的大聯盟生涯第二個打數，便從扎克·格林基手中擊出他的生涯首支安打，也是一支三分全壘打。他在下一個打席再度從格林基手中敲出全壘打，是第七位能夠在從格林基手上擊出雙響砲的球員，也成為了大聯盟史上第六位在初登場時敲出雙響砲的球員，當中史托瑞又是唯一一位在球隊開幕戰初登場的球員。隔日，他成為繼查理·萊利及喬·坎寧安後，第三位在生涯前兩場比賽敲出三支全壘打的球員。。第三天他從響尾蛇的派翠克·柯賓手中敲出一支兩分砲，成為大聯盟史上首位在生涯前三場比賽皆擊出全壘打，以及生涯前四支安打皆為全壘打的球員。
在他的第四場比賽中，他分別從聖地牙哥教士的科林·瑞亞和Ryan Buchter手中擊出雙響砲，成為首位在生涯前四場比賽都敲出全壘打的球員，以及大聯盟史上首位在開季前四場比賽敲出6支全壘打的球員。雖然史托瑞未能在生涯第五場比賽擊出全壘打，不過他在第六場比賽從布蘭登·毛雷爾手中敲出一支全壘打，締造了在球隊前六場比賽擊出最多支全壘打（7支）的大聯盟歷史紀錄，刷新原先由拉里·沃克、麥克·施密特及威利·梅斯創下的六場比賽6支全壘打的紀錄。也讓史托瑞贏得了本賽季首週的國家聯盟當週最佳球員獎。
在5月5日，客場與舊金山巨人的比賽中，落磯在5局上單局灌進13分，刷新隊史單局最高得分紀錄，最後也以17：7贏得比賽。而崔佛·史托瑞也在這場比賽從麥特·凱恩手中擊出生涯第11發全壘打，追平George Scott創下的生涯前27場比賽轟出全壘打紀錄。這場比賽5局上落磯只差一個人次就打滿兩輪，以10支安打灌進13分。

### 2017年
2016年，球季結束後聘請前聖地牙哥教士總教練巴德·布拉克接掌兵符，還簽下了外野手伊恩·德斯蒙德和剛從尺骨附屬韌帶重建術復原的後援投手格雷格·荷蘭。
季初剛開始一度和響尾蛇、教士聯手將巨人與道奇擠到分區最後兩名，但在道奇一陣瘋狂連勝後，轉眼間連道奇的車尾燈都看不到。
為了加強戰力衝擊季後賽，季中向費城費城人交易來了後援投手派特·尼謝克和向德州遊騎兵交易來強打捕手強納森·路克羅伊。
雖然落磯下半季競爭力有些下滑，被釀酒人和紅雀緊追在後，靠著前半季打下的紮實基礎，在最後關頭挺住壓力，並在紅雀7：6逆轉擊敗釀酒人的幫助下，取得最後一張外卡門票，將前往鳳凰城迎戰響尾蛇，由王牌投手喬恩·格雷對上扎克·格林基。
落磯的打線一向火爆，一定程度和主場有關係，但也常讓自家投手變成發球機。不過在今年，落磯確實做好製造滾地球出局的工作，抓雙殺的次數更在全大聯盟排名前10。最終落磯雖然在打擊大混戰中以8:11落敗，已經是值得驕傲的成功球季了。
查理·布萊克蒙在本賽季打出了104分打點，創下大聯盟單季第一棒最多打點的紀錄。許多年輕投手也開始成熟，未來值得期待。

### 2018年
有了去年重返季後賽的經歷，落磯為了加強牛棚實力，花了重金簽下韋德·戴維斯、布萊恩·蕭和傑克·麥基三位後援投手。
得利於道奇開季傷兵潮不斷，落磯和響尾蛇聯手包辦前兩名，然而道奇調整的速度很快，轉眼間又回到競爭行列，再度形成國西三強鼎立的局面，落磯因此在季中向多倫多藍鳥交易來吳昇桓加強牛棚戰力。
在響尾蛇九月崩盤後，落磯成為阻擋道奇國西連霸的最後挑戰者。雙方一路糾纏，打滿162場例行賽後仍難分軒輊，也讓例行賽最終戰落敗的國聯東區冠軍勇士必須要等到落磯與道奇的加賽打完才能確定對手。
而落磯在最後一場比賽火力全開，諾蘭·阿里納多擊出雙響砲、查理·布萊克蒙更是打出完全打擊，加上先發投手泰勒·安德森7.2局無失分好投，以12：0痛宰了來訪的華盛頓國民，獲得加賽與道奇爭奪國西冠軍的機會。
落磯在主場贏得最後一場比賽後，展開一場長途旅行，先飛到洛杉磯和道奇進行加賽，爭奪隊史首座國聯西區冠軍，但最終以2：5輸給道奇而無緣隊史首座國西冠軍，而且賽後還必須馬上飛往芝加哥對付芝加哥小熊。
在國聯外卡割喉戰，落磯與小熊兩隊的打擊都沒有發揮，9局打完依然是1：1平手，直到13局上2出局後落磯靠著連續3支一壘安打，打回關鍵的第2分，最後以2：1險勝小熊。賽後將繼續前往密爾瓦基挑戰密爾瓦基釀酒人進行國聯分區系列賽。
然而到了國聯分區戰，落磯打線持續低迷，28局的進攻只得到2分（加上加賽和外卡割喉戰，落磯5戰50局只拿了6分），遭到釀酒人直落三橫掃，結束今年球季。

### 2019年 - 至今
2019年季前，簽下了丹尼爾·墨菲加強內野戰力，在六月底還維持著五成左右的勝率，但七八兩個月大崩盤，最後以71勝91敗的戰績結束球季。
然而在經歷了2019年的遺憾賽季，老闆迪克·佛蒙特不僅沒有在自由市場尋求補強，還在2020年2月初發表演說，樂觀地認為球隊能夠獲得94勝68敗的成績，落磯也是在休賽季期間沒有與任何球員簽下大聯盟合約的唯一一支球隊。
2020年，由於COVID-19疫情的關係，大聯盟官方於3月12日宣布無限期暫停春訓，直到六月才宣布在七月初重新恢復春訓，並在7月24日展開60場的正規賽事。而伊恩·德斯蒙德則在自己Instagram的帳號上宣布由於疫情的關係，他將不會在這個賽季出賽。落磯隊在季初還以11勝4敗的成績在國聯西區領先，外野手布萊克蒙甚至在8月11日時累積打出.500的打擊率，落磯隊被認為有相當高的機率進入季後賽。雖然向巴爾的摩金鶯交易來後援投手麥可·吉文斯與向波士頓紅襪交易來外野手凱文·皮拉強化戰力，但多位投手的崩盤與年輕打者沒有發揮的關係，最後只打出26勝34敗的戰績，即便大聯盟官方宣布今年增加季後賽的名額，依然無緣季後賽。
2021年4月2日，在與洛杉磯道奇的比賽中，7局下半單局打出4發全壘打，分別由布萊克蒙、麥克馬洪、努涅茲、希拉德所擊出，也是隊史第二次單局四轟。4月7日，大聯盟官方突然宣布今年美國職棒大聯盟全明星賽舉辦地點由亞特蘭大勇士主場改至落磯隊主場的庫爾斯球場，這也是庫爾斯球場繼1998年後再次舉辦明星賽。4月27日，落磯隊宣布開除總經理Jeff Bridchi，5月4日宣布由Bill Schmidt擔任臨時總經理，Bridchi任內最大爭議是與隊上球星諾蘭·阿里納多關係惡化，最終在2021年2月1日將阿里納多交易至聖路易紅雀。

## 歷年戰績
| 年份      | 隊名         | 勝敗        | 勝率   | 名次                 | 季後賽成績                                                                                       |
| --------- | ------------ | ----------- | ------ | -------------------- | ------------------------------------------------------------------------------------------------ |
| 1993年    | 科羅拉多落磯 | 67-95       | .414   | 國聯西區第六         |                                                                                                  |
| 1994年※   | 科羅拉多落磯 | 53-64       | .453   | 國聯西區第三         |                                                                                                  |
| 1995年※※  | 科羅拉多落磯 | 77-67       | .535   | 國聯西區第二#        | 國聯分區賽以1勝3負敗給亞特蘭大勇士                                                               |
| 1996年    | 科羅拉多落磯 | 83-79       | .512   | 國聯西區第三         |                                                                                                  |
| 1997年    | 科羅拉多落磯 | 83-79       | .512   | 國聯西區第三         |                                                                                                  |
| 1998年    | 科羅拉多落磯 | 77-85       | .475   | 國聯西區第四         |                                                                                                  |
| 1999年    | 科羅拉多落磯 | 72-90       | .444   | 國聯西區第五         |                                                                                                  |
| 2000年    | 科羅拉多落磯 | 82-80       | .506   | 國聯西區第四         |                                                                                                  |
| 2001年    | 科羅拉多落磯 | 73-89       | .451   | 國聯西區第五         |                                                                                                  |
| 2002年    | 科羅拉多落磯 | 73-89       | .451   | 國聯西區第四         |                                                                                                  |
| 2003年    | 科羅拉多落磯 | 74-88       | .457   | 國聯西區第四         |                                                                                                  |
| 2004年    | 科羅拉多落磯 | 68-94       | .420   | 國聯西區第四         |                                                                                                  |
| 2005年    | 科羅拉多落磯 | 67-95       | .414   | 國聯西區第五         |                                                                                                  |
| 2006年    | 科羅拉多落磯 | 76-86       | .469   | 國聯西區第四（並列） |                                                                                                  |
| 2007年    | 科羅拉多落磯 | 90-73       | .552   | 國聯西區第二#        | 國聯分區賽以3勝0負擊敗費城費城人 國聯冠軍賽4勝0負擊敗亞利桑那響尾蛇 世界大賽0勝4負敗給波士頓紅襪 |
| 2008年    | 科羅拉多落磯 | 74-88       | .457   | 國聯西區第三         |                                                                                                  |
| 2009年    | 科羅拉多落磯 | 92-70       | .567   | 國聯西區第二#        | 國聯分區賽以1勝3負敗給費城費城人                                                                 |
| 2010年    | 科羅拉多落磯 | 83-79       | .512   | 國聯西區第三         |                                                                                                  |
| 2011年    | 科羅拉多落磯 | 73-89       | .451   | 國聯西區第四         |                                                                                                  |
| 2012年    | 科羅拉多落磯 | 64-98       | .395   | 國聯西區第五         |                                                                                                  |
| 2013年    | 科羅拉多落磯 | 74-88       | .457   | 國聯西區第五         |                                                                                                  |
| 2014年    | 科羅拉多落磯 | 66-96       | .407   | 國聯西區第四         |                                                                                                  |
| 2015年    | 科羅拉多落磯 | 68-94       | .420   | 國聯西區第五         |                                                                                                  |
| 2016年    | 科羅拉多落磯 | 75-87       | .463   | 國聯西區第三         |                                                                                                  |
| 2017年    | 科羅拉多落磯 | 87-75       | .537   | 國聯西區第三#        | 季後賽外卡戰輸給亞利桑那響尾蛇（比數8：11）                                                      |
| 2018年    | 科羅拉多落磯 | 91-72       | .558   | 國聯西區第二#        | 季後賽外卡戰擊敗芝加哥小熊（比數2：1(13局)） 國聯分區賽以0勝3負輸給密爾瓦基釀酒人                |
| 2019年    | 科羅拉多落磯 | 71-91       | .438   | 國聯西區第四         |                                                                                                  |
| 2020年※※※ | 科羅拉多落磯 | 26-34       | .433   | 國聯西區第四         |                                                                                                  |
| 2021年    | 科羅拉多落磯 | 74-87       | .460   | 國聯西區第四         |                                                                                                  |
| 2022年    | 科羅拉多落磯 | 68-94       | .420   | 國聯西區第五         |                                                                                                  |
| 2023年    | 科羅拉多落磯 | 59-103      | .364   | 國聯西區第五         |                                                                                                  |
| 2024年    | 科羅拉多落磯 | 61-101      | .377   | 國聯西區第五         |                                                                                                  |
| 總計      | 31 季        | 2321-2699 † | .462 † |                      | 季後賽戰績10-14 （.417）                                                                         |

†2024年9月30日

#以外卡資格進入季後賽
※1994年賽季，受大罷工影響，故無法打完整季，也無法舉行季後賽及世界大賽。

※※1995年賽季，受到1994年大聯盟罷工影響，故球季從4月25日才展開。

※※※2020賽季，受嚴重特殊傳染性肺炎大流行影響，故球季從7月23日才展開，同時整季僅進行60場比賽，也是最少賽程的一年，季後賽制度也僅在這賽季以15支球取8支球隊模式進行，隔季恢復原制度。

## 歷年得獎名單

### 美國職棒大聯盟最有價值球員獎
- 賴瑞·渥克（1997年）

### 聯盟冠軍戰最有價值球員
- 麥特·哈勒戴（2007年）

### 美國職棒大聯盟年度最佳新人獎
- 傑森·簡寧斯（2002年）

### 美國職棒大聯盟銀棒獎
- 丹堤·畢切特（1995年）
- 維尼·卡斯提拉（1995年、1997年－1998年）
- 安德里斯·葛瑞拉加（1996年）
- Eric Young（英语：Eric Young (baseball)）（1996年）
- 艾利斯·柏克斯（1996年）
- 賴瑞·渥克（1997年、1999年）
- 麥克·漢普頓（2001年－2002年）
- 陶德·希爾頓（2000年－2003年）
- 麥特·哈勒戴（2006年－2008年）
- 卡洛斯·岡薩雷茲（2010年、2015年）
- 特洛伊·托洛維斯基（2010年－2011年）
- 麥可·卡戴爾（2013年）
- 諾蘭·阿里納多（2015年－2018年）
- 查理·布萊克蒙（2016年－2017年）
- 崔佛·史托瑞（2018年－2019年）
- 荷曼·馬奎茲（2018年）

### 漢克·阿倫獎
- 陶德·希爾頓（2000年）

### 美國職棒大聯盟金手套獎
- 賴瑞·渥克（1997年－1999年、2001年－2002年）
- Neifi Pérez（英语：Neifi Pérez）（2000年）
- 陶德·希爾頓（2001年－2002年、2004年）
- 卡洛斯·岡薩雷茲（2010年、2012年－2013年）
- 特洛伊·托洛維斯基（2010年－2011年）
- 諾蘭·阿里納多（2013年－2020年）
- D·J·勒馬修（2014年、2017年－2018年）

### 美國職棒大聯盟年度最佳教練獎
- 唐·貝勒（1995年）
- 吉姆·崔西（2009年）

### 美國職棒大聯盟白金手套獎
- 諾蘭·阿里納多（2017年－2020年）

### 美國職棒大聯盟年度東山再起球員獎
- 安德里斯·葛瑞拉加（1993年）
- 格雷格·荷蘭（2017年）
- 丹尼爾·巴德（2020年）

## 紀錄
＃數據皆統計至2020年球季為止

### 打者單季紀錄
| 項目           | 球員                      | 成績  | 年份      |
| -------------- | ------------------------- | ----- | --------- |
| 安打數（H）    | 丹堤·畢切特               | 219   | 1998      |
| 全壘打數（HR） | 賴瑞·渥克 陶德·希爾頓     | 49    | 1997 2001 |
| 打點（RBI）    | 安德里斯·葛瑞拉加         | 150   | 1996      |
| 盜壘數（SB）   | Willy Taveras             | 68    | 2008      |
| 打擊率（AVG）  | 賴瑞·渥克                 | .379  | 1999      |
| 上壘率（OBP）  | 陶德·希爾頓               | .469  | 2004      |
| 長打率（SLG）  | 賴瑞·渥克                 | .720  | 1997      |
| OPS            | 賴瑞·渥克                 | 1.172 | 1997      |
| 出賽場次（G）  | 維尼·卡斯提拉 Neifi Pérez | 162   | 1998 2000 |

### 打者生涯紀錄
| 項目           | 球員        | 成績  |
| -------------- | ----------- | ----- |
| 安打數（H）    | 陶德·希爾頓 | 2519  |
| 全壘打數（HR） | 陶德·希爾頓 | 369   |
| 打點（RBI）    | 陶德·希爾頓 | 1406  |
| 盜壘數（SB）   | Eric Young  | 180   |
| 打擊率（AVG）  | 賴瑞·渥克   | .334  |
| 上壘率（OBP）  | 賴瑞·渥克   | .426  |
| 長打率（SLG）  | 賴瑞·渥克   | .618  |
| OPS            | 賴瑞·渥克   | 1.044 |
| 出賽場次（G）  | 陶德·希爾頓 | 2247  |

### 投手單季紀錄
| 項目            | 球員              | 成績  | 年份 |
| --------------- | ----------------- | ----- | ---- |
| 防禦率（ERA）   | 凱爾·弗里蘭       | 2.85  | 2017 |
| 勝場（Win）     | 烏瓦爾多·希門尼斯 | 19    | 2010 |
| 三振數（SO）    | 荷曼·馬奎茲       | 230   | 2018 |
| 出賽局數（IP）  | Pedro Astacio     | 232.0 | 1999 |
| 救援成功（SV）  | 韋德·戴維斯       | 43    | 2018 |
| 中繼成功（HLD） | 亞當·歐塔維諾     | 34    | 2018 |
| WHIP            | 烏瓦爾多·希門尼斯 | 1.15  | 2010 |
| SO/9            | 荷曼·馬奎茲       | 10.56 | 2018 |
| K/BB            | 荷曼·馬奎茲       | 5.00  | 2019 |

### 投手生涯紀錄
| 項目            | 球員             | 成績   |
| --------------- | ---------------- | ------ |
| 防禦率（ERA）   | 布萊恩·弗恩特斯  | 3.38   |
| 勝場（Win）     | Jorge De La Rosa | 86     |
| 三振數（SO）    | Jorge De La Rosa | 985    |
| 出賽局數（IP）  | Aaron Cook       | 1312.1 |
| 救援成功（SV）  | 布萊恩·弗恩特斯  | 115    |
| 中繼成功（HLD） | 亞當·歐塔維諾    | 97     |
| WHIP            | 布萊恩·弗恩特斯  | 1.24   |
| SO/9            | 亞當·歐塔維諾    | 10.41  |
| K/BB            | Matt Belisle     | 3.97   |

## 大聯盟棒球名人堂成員
- 賴瑞·沃克，2020年以76.57%得票率入選。
- 陶德·希爾頓，2024年以79.7%得票率入選。

## 退休背號
- 17 陶德·希爾頓
- 33 賴瑞·沃克
- 42 傑基·羅賓森（大聯盟各隊均將此背號退休）

## 登錄名單

### 亞洲球員
現役：無

#### 臺灣球員
- 曹錦輝（小聯盟：2000年－2005年，大聯盟：2003年－2005年）
- 羅錦龍（小聯盟：2002年－2012年）
- 郭勝安（小聯盟：2007年－2012年）
- 李振昌（小聯盟：2017年）

#### 日本球員
- 吉井理人（2000年）
- 鈴木誠（2001年）
- 松井稼頭央（2006年－2007年）

#### 韓國球員
- 金炳賢（2005年－2007年）
- 金善宇（2005年－2006年）
- 吳昇桓（2018年－2019年）

## 附屬小聯盟球隊
2021年起大聯盟官方將小聯盟的行政主導權收回，並將小聯盟（Minor Leagues）的正式官方名稱定名為職業發展聯盟（Professional Development Leagues）。
- 3A：阿布奎基同位素（Albuquerque Isotopes），三A西部聯盟（Triple-A West）
- 2A：哈特福山羊（Hartford Yard Goats），二A東北聯盟（Double-A Northeast）
- 高階1A：斯波坎印地安人（Spokane Indians），高階一A西部聯盟（High-A West）
- 低階1A：弗雷斯諾灰熊（Fresno Grizzlies），低階一A西部聯盟（Low-A West）

## 外部連結
- 科羅拉多洛磯官方網站 （页面存档备份，存于）（英文）
- 科羅拉多落磯的Facebook專頁
- 科羅拉多落磯的Instagram帳戶
- 科羅拉多落磯的X（前Twitter）
- YouTube上的科羅拉多落磯頻道